# Alice Frost
Alice Frost (1 de agosto de 1910 – 6 de enero de 1998) fue una actriz estadounidense. Miembro inaugural del Mercury Theatre de Orson Welles en la radio y el teatro, más tarde interpretó el papel de Pamela North en la serie radiofónica Mr. and Mrs. North durante casi 10 años.

## Primeros años
Alice Dorothy Margaret Frost nació el 1 de agosto de 1910 en Mineápolis, Minnesota, la menor de cuatro hermanos.
Su padre, Rev John A. Frost, era un inmigrante sueco que ejercía de pastor en la iglesia luterana de Mora, Minnesota, y su madre era la organista de la iglesia.  Estudió en el instituto de Mora y participó activamente en el periódico, el coro, el grupo de teatro y el grupo de debate del instituto. Se matriculó en la Universidad de Minnesota, pero tuvo que abandonar los estudios tras la muerte de su padre. Más tarde, estudió arte dramático y canto durante dos años en la MacPhail School of Music de Minneapolis. Trabajó en el departamento de crédito de unos grandes almacenes.

## Radio

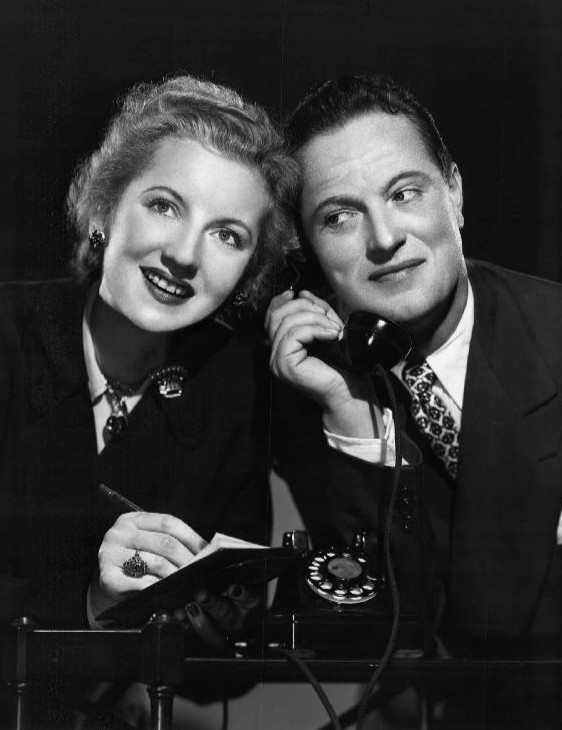
Frost y Joseph Curtin como Mr. y Mrs. North (1950)

Frost debutó en la radio a los 16 años como cantante, participando en un dúo con una amiga en una emisora de Minneapolis. En 1933, formaba parte del reparto de The Criminal Court.
En 1934, fue "una de las voces fantasma durante el programa Forty-Five Minutes In Hollywood de la CBS-WABC." Fue miembro inaugural del Mercury Theatre de Orson Welles, tanto en la radio como en el teatro, y una de sus actrices favoritas.
Un artículo de un periódico de 1939 destacaba el "arte de la mímica" de Frost: "Alice es conocida por sus amigos como “la chica de las cien voces'"—un talento que se originó en su infancia, cuando escuchaba a los ministros que visitaban su casa "al regresar de sus misiones en lugares lejanos como Siam, la India o Japón.... [L]os misioneros se deleitaban enseñando a la niña sus diversos dialectos indostánicos, javaneses o del Lejano Oriente." En 1938, ya había interpretado "más de treinta tipos de papeles diferentes." Un artículo de un periódico de 1937 decía: «No es raro que aparezca en hasta ocho programas de la cadena en una semana, cada uno de ellos con un papel diferente. En rápida sucesión, ha sido comediante, actriz trágica, ingenua, madre, hija y bruja!"
En la década de 1930, Frost fue "anfitriona, secretaria, interrumpidora y actriz en general todos los domingos" en Stoopnagle and Budd. A finales de esa década, apareció regularmente en Melody and Madness y Undercover Squad.
En 1941, Frost protagonizó Are You a Missing Heir? Sus otros papeles como miembro regular del reparto incluyen los que se muestran en la tabla siguiente.
| Programa                        | Papel                |
| ------------------------------- | -------------------- |
| Big Sister                      | Ruth Evans           |
| Bright Horizon                  | Ruth Evans Wayne     |
| Camel Caravan                   | "chica títere"       |
| Home Sweet Home                 | Lucy Kent            |
| Mighty Casey                    | Casey's girl friend. |
| Mrs. Wiggs of the Cabbage Patch | Miss Hazy            |
| Summer Town Hall Tonight        | "No. 1 heckler"      |
| The Second Mrs. Burton          | Marcia               |
| Woman of Courage                | Martha Jackson       |

También fue escuchada en Song of the Stranger, The Shadow, Grand Central Station, The Campbell Playhouse, What Would You Have Done, On Broadway, Famous Jury Trials, Al Pearce and His Gang, David Harum, Lorenzo Jones, Suspense, Aunt Jenny's Real Life Stories, The Fat Man, Romance, The Big Story, Les Misérables, The Mercury Theatre on the Air, Mr. District Attorney, Johnny Presents, The FBI in Peace and War, Don Ameche's True Life Stories, y Columbia Workshop.

## Teatro

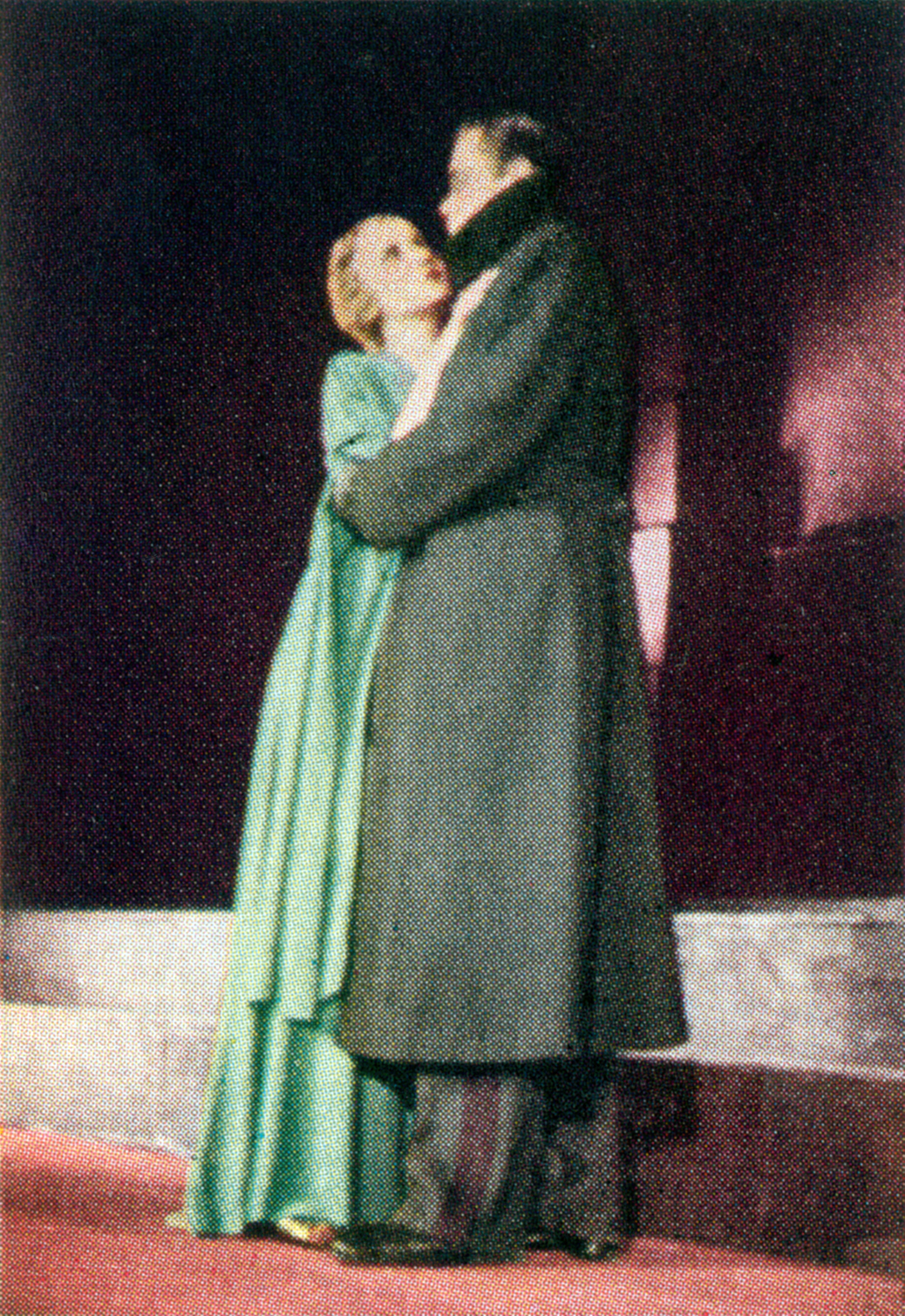
Alice Frost y Orson Welles en Caesar (1938)

En 1928, Frost apareció en el escenario en representaciones de Chautauqua, interpretando a Lorelei en Gentlemen Prefer Blondes. Un año más tarde, formó parte de una compañía de teatro en Miami.
En 1932, actuó en It's the Law, una farsa presentada en el Ritz Theater de Scranton, Pensilvania.
En Broadway actuó en Green Grow the Lilacs (1931), The Great Lover (1932), As Husbands Go (1933), It's a Wise Child (1933), las producciones del Mercury Theatre Caesar (1937–38) y The Shoemaker's Holiday (1938), A Roomful of Roses (1955), y The Bad Seed (1955).
En 1967, Frost coprotagonizó con Jack Bailey una producción de cuatro semanas de Ah, Wilderness! en el Pasadena Playhouse.

## Cine
Frost tuvo un papel en la película independiente Damaged Love en 1930. Trabajó para la compañía Independent Eastern Pictures.

## Televisión
Frost interpretó a Mama Holstrom en 10 episodios de The Farmer's Daughter y a Trina en Mama. Apareció en dos episodios de Hazel y también tuvo el papel de Miss Bickle en el piloto no vendido de la comedia His Model Wife. También se la vio en Gunsmoke, Goodyear Theatre, Bus Stop, y The Alcoa Hour.
En la década de 1960, Frost apareció en dos episodios de The Twilight Zone ("The Sixteen-Millimeter Shrine" T1 E4 y "It's a Good Life" T3 E8, como la tía Amy). También tuvo papeles en los populares westerns de la década, apareciendo en The Tall Man, The Virginian y en dos episodios de Bonanza y Wagon Train. Cuando los westerns dieron paso a los dramas policíacos y detectivescos de los años setenta, Frost trabajó en series como Ironside, Adam-12, Police Woman y Baretta.
El último trabajo televisivo de Frost incluyó una visita a Fantasy Island en 1978 y un episodio de Buck Rogers in the 25th Century en 1979, su último papel.

## Reconocimiento
Frost fue nombrada ganadora en la categoría de Radio entre las 13 mujeres mejor vestidas de Estados Unidos en 1941. Las ganadoras fueron "seleccionadas en una encuesta anual entre 100 diseñadores líderes para los Premios de la Fashion Academy Awards."

## Muerte
Frost murió el 6 de enero de 1998, en Naples, Florida, a los 87 años.[cita requerida]

## Filmografía seleccionada
- Alfred Hitchcock Presents (1961) (Temporada 6 Episodio 34: "Servant Problem") como Lydia Standish
- The Alfred Hitchcock Hour (1964) (Temporada 2 Episodio 29: "Bed of Roses") como Eda Faye Hardwicke